# Simone Weiler
Simone Weiler (Spira, 16 dicembre 1978) è un'ex nuotatrice tedesca.

## Carriera
Specializzata nella rana e nelle staffette, ha vinto la medaglia d'oro nella staffetta 4x100m misti ai campionati europei di Berlino 2002.

## Palmarès
- Europei

Berlino 2002: oro nella 4x100m misti.
- Europei in vasca corta

Dublino 2003: bronzo nei 200m rana.
Vienna 2004: bronzo nei 100m rana.
Trieste 2005: bronzo nei 100m rana.